# روبرت كوتشاريان

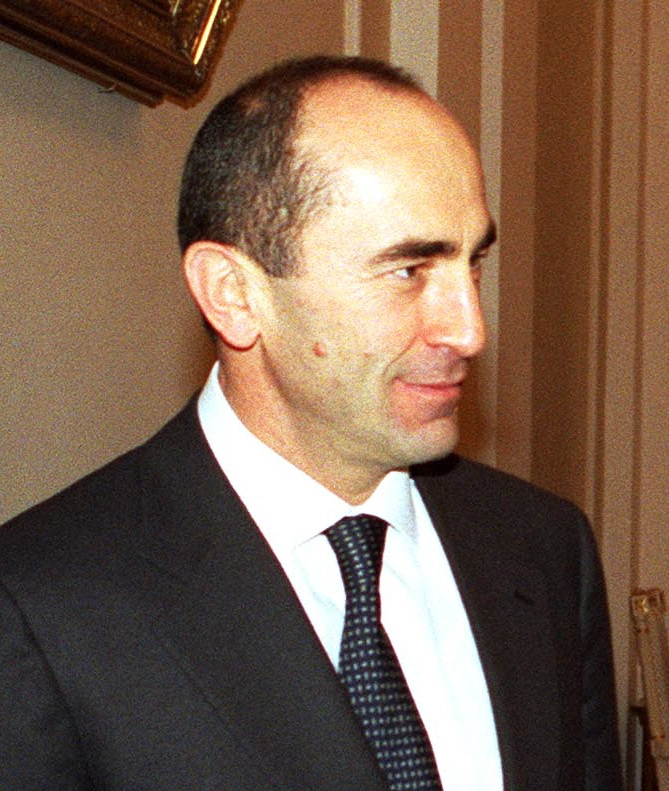
روبرت كوتشاريان

روبرت كوتشاريان (بالأرمينية: Ռոբերտ Քոչարյան) (مواليد 31 أغسطس 1954) هو سياسي أرمني شغل منصب الرئيس الثاني لأرمينيا بين عامي 1998 و 2008 خلفاً للرئيس ليفون ديربيدروسيان. وكان سابقًا رئيسًا لجمهورية أرتساخ من 1994 إلى 1997 و رئيس وزراء أرمينيا من 1997 إلى 1998. قاد جيش الدفاع الذاتي لجمهورية مرتفعات قرة باغ الذي ألحق هزائم منكرة بالقوات الأذربيجانية المهاجمة. تقلد روبرت كوتشاريان عدة مناصب:
- أغسطس 1992 - ديسمبر 1994 : ثاني وزير أول في جمهورية مرتفعات قرة باغ.
- 29 ديسمبر 1994 - 20 مارس 1997 : أول رئيس في جمهورية مرتفعات قرة باغ.
- 20 مارس 1997 - 10 أبريل 1998 : عاشر وزير أول في أرمينيا.
- 4 فبراير 1998 - 9 أبريل 2008 : ثاني رئيس في أرمينيا.

## وصلات خارجية
- روبرت كوتشاريان على موقع الموسوعة البريطانية (الإنجليزية)
- روبرت كوتشاريان على موقع مونزينجر (الألمانية)
- روبرت كوتشاريان على موقع إن إن دي بي (الإنجليزية)
- روبرت كوتشاريان على موقع أوليمبيديا (الإنجليزية)